# Lille Løjtofte Kirke
Lille Løjtofte Kirke er en romansk kirke i landsbyen (Lille) Løjtofte omtrent 5 km nord for Nakskov på Lolland. Den hører til Utterslev-Herredskirke-Løjtofte Sogn, Lolland Vestre Provsti i Lolland-Falster Stift. Den blev opført omkring år 1100 uden tårn.
Våbenhuset er opført i gotik i slutningen af denne periode. I 1595 kom den nuværende altertavle til, og maleriet i det store felt er fra 1843. Prædikestolen er fra omkring 1580. Bygningen blev senest renoveret i 1799.
Døbefonten er i kalksten, som stammer fra Gotland.